# Zweite Deutsche Antarktisexpedition

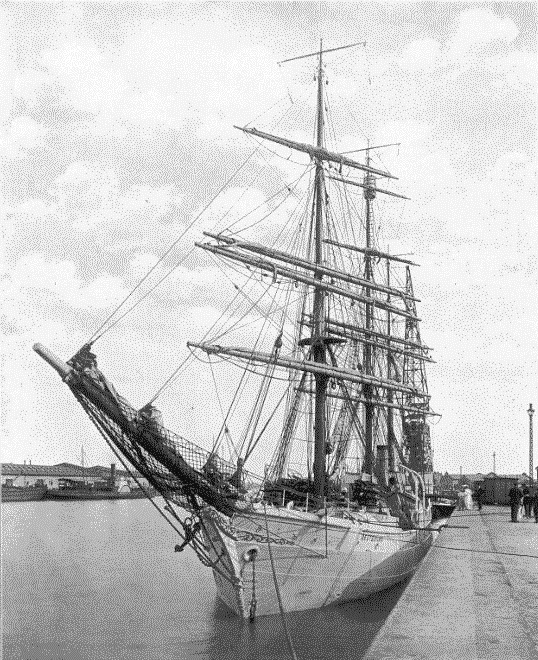
Die Deutschland, das Schiff der Zweiten Deutschen Antarktisexpedition, 1911 in Bremerhaven

Die Zweite Deutsche Antarktisexpedition von 1911 bis 1912 war eine Forschungsreise mit dem Ziel, die Frage zu klären, ob der Kontinent Antarktika aus zwei durch einen zwischen Ross- und Weddellmeer verlaufenden Meeresarm getrennte Teile besteht. Dazu sollte eine Landexpedition von der Küste des Weddelmeers nach Süden vordringen. Geleitet wurde die Expedition vom Geophysiker Wilhelm Filchner. Wegen tiefgreifender Differenzen zwischen dem Leiter und Teilen der Offiziere und Wissenschaftler wurde die Expedition vorzeitig abgebrochen.

## Vorgeschichte

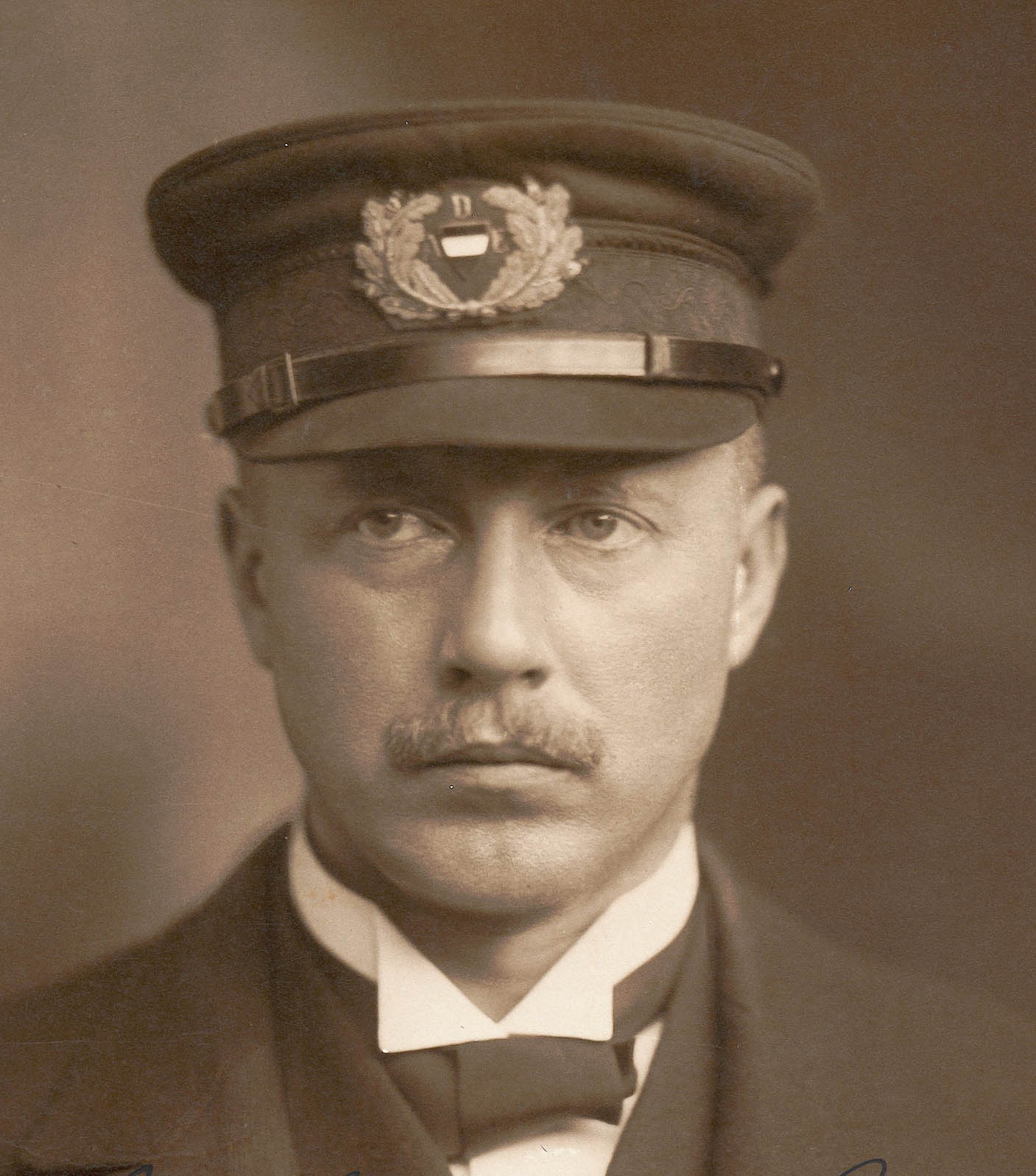
Wilhelm Filchner (1911)

Der Beschluss des Sechsten Internationalen Geographischen Kongresses von 1895, die noch wenig bekannte Antarktis mit allen verfügbaren Mitteln zu erforschen, hatte in der ersten Dekade des 20. Jahrhunderts zu zahlreichen Expeditionen geführt. Auch das Deutsche Reich hatte sich von 1901 bis 1903 mit der Gauß-Expedition unter Erich von Drygalski an der Erforschung der Antarktis beteiligt.
Am 5. März 1910 stellte Wilhelm Filchner, der zuvor schon mit Reisen durch den Pamir und Tibet auf sich aufmerksam gemacht hatte, auf einer öffentlichen Sitzung der Gesellschaft für Erdkunde zu Berlin den Plan für eine weitere deutsche Antarktisexpedition vor. Er wollte die Frage klären, ob die große Ost- und die kleinere Westantarktis einen zusammenhängenden Kontinent bilden oder durch einen von Eis bedeckten Meeresarm zwischen dem Ross- und dem Weddellmeer getrennt sind. Letzteres war eine vom britischen Geographen Clements Markham geäußerte Hypothese, die auch vom Schweden Otto Nordenskjöld unterstützt wurde. Filchners ursprünglicher Plan sah vor, die Expedition mit zwei Schiffen auszustatten. Das eine „sollte mit dem Haupttrupp im Weddellmeer möglichst weit nach Süden vorstoßen und eine Schlittenabteilung nach Süden vorsenden. Das andere Schiff sollte nach der Rosssee gehen und von dort eine Hilfsabteilung nach Süden vortreiben mit der Aufgabe, die vom Weddellmeer herkommende Schlittenabteilung aufzunehmen.“ Der Plan wurde vom anwesenden Berliner Geographen Albrecht Penck ausdrücklich unterstützt, führte international aber zu Irritationen, da er Robert Falcon Scotts Vorhaben, den geographischen Südpol zu erobern, womöglich Konkurrenz machen konnte. Ein klärendes Gespräch Filchners mit Scott kurz vor dessen Abreise beruhigte die Situation. In Anpassung an die zur Verfügung stehenden Mittel musste Filchner den geplanten Umfang seiner Expedition ohnehin reduzieren. Sie sollte sich nunmehr mit nur einem Schiff auf die Untersuchung des Weddellmeers beschränken. Eine Landexpedition sollte einen Vorstoß nach Süden ausführen, um den Zusammenhang zwischen Ost- und Westantarktis aufzuklären. Filchner wollte sich darüber hinaus der Untersuchung der unteren und mittleren Luftschichten widmen und luftelektrische Daten sammeln.

## Vorbereitung

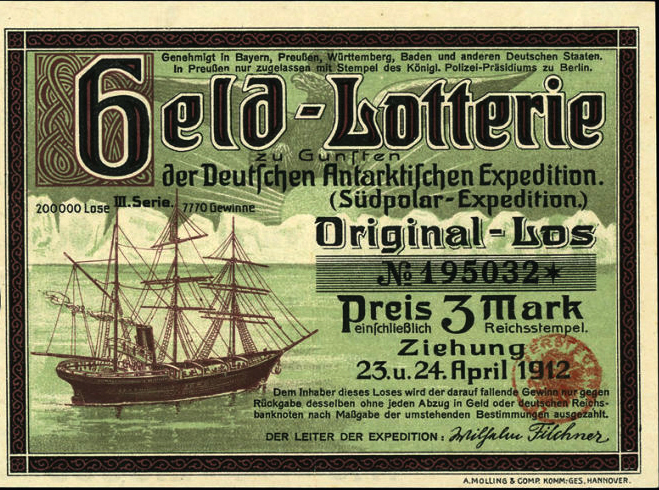
Los der Lotterie zur Finanzierung der Expedition

Die Finanzierung erfolgte aus privaten Spenden sowie aus einer Lotterie zugunsten der Expedition, die Prinzregent Luitpold von Bayern genehmigt hatte. Der Deutsche Kaiser Wilhelm II. nahm zwar an einer vom Bayerischen Gesandten in Berlin Hugo von Lerchenfeld-Köfering organisierten Versammlung teil, fand sich aber nicht zur finanziellen Unterstützung bereit. Die eingeworbenen Mittel betrugen insgesamt rund 1,5 Millionen Mark.
Offizieller Ausrichter der Expedition war nicht Filchner, sondern der Verein „Deutsche Antarktische Expedition“. Als Expeditionsschiff kaufte er in Norwegen den Walfänger Björn, eine Dreimastbark mit Hilfsmaschine. Die für eine Fahrt im Eismeer notwendigen Umbauten wurden in Norwegen und von Blohm & Voß in Hamburg vorgenommen. Das Schiff wurde in Deutschland umbenannt.
Filchner, der keine Polarerfahrung besaß, nutzte den Sommer 1910 für eine Vorexpedition. Auf Anraten des schwedischen Geologen Gerard Jakob De Geer wählte er ein Gebiet in Sabine-Land auf der Hauptinsel Spitzbergens. Das wissenschaftliche Ziel bestand darin, eine topografische Karte der noch unbekannten Region zwischen Tempelfjord im Westen und Storfjord im Osten zu erstellen. Mit seinen fünf Begleitern, dem Meteorologen Erich Barkow, dem Geographen Heinrich Seelheim, dem Astronomen Erich Przybyllok, dem Geologen Hans Philipp und dem Arzt Karl Potpeschnig (* 1875), begann Filchner die Durchquerung der etwa 50 km breiten Landenge am 4. August und kehrte am 18. August zurück.

## Verlauf der Expedition

Hundelager auf dem Eis während der Drift der Deutschland

Am 6. Mai 1911 verließ die Deutschland unter der Leitung Seelheims Bremerhaven. Bis Buenos Aires, wo  der Expeditionsleiter an Bord kam, nahm der Meeresbiologe Hans Lohmann 175 Planktonproben aus verschiedenen Wassertiefen. Unter der Leitung des Ozeanografen Wilhelm Brennecke wurde mit Hilfe der Lucas-Lotmaschine insbesondere der Mittelatlantische Rücken erforscht. Am 6. Juli ging der Zimmermann Heinrich über Bord und konnte erst nach 20 Minuten gerettet werden. Am 26. Juli erreichte die Deutschland das brasilianische Pernambuco. Seelheim und der Geograph Willi Ule verließen hier die Expedition. In Buenos Aires, dessen Hafen am 7. September angelaufen wurde, blieb der Mechaniker Kaspar Neuberger aus Krankheitsgründen zurück, weshalb die in England gekauften Motorfahrzeuge gar nicht erst an Bord genommen wurden. Direkt neben der Deutschland lag die Fram in Buenos Aires am Kai. Während Roald Amundsens Überwinterung in Framheim war sie für ozeanographische Messungen im Südatlantik unterwegs gewesen.
Am 4. Oktober 1911 nahm die Deutschland Kurs auf Südgeorgien, das sie am 21. Oktober erreichte. Auf hoher See musste sich Ludwig Kohl einer Blinddarmoperation unterziehen, die von Wilhelm von Goeldel (1881–1944) ausgeführt wurde. Carl Anton Larsen, der die Walfangstation in Grytviken leitete, stellte Filchner den kleinen Dampfer Undine zur Verfügung, mit dem König und Przybyllok in die Royal Bay zur ehemaligen deutschen Station aus dem Ersten Internationalen Polarjahr gebracht wurden. Hier wiederholten sie zu Vergleichszwecken die magnetischen Messungen von 1882/83, um Veränderungen des Erdmagnetfelds in den seitdem vergangenen 30 Jahren zu bestimmen. Mithilfe der Undine wurde auch eine noch wenig bekannte Bucht an der Südostküste der Insel kartiert, die den Namen Drygalski-Fjord erhielt. Nach einer zweiwöchigen Fahrt zu den Südlichen Sandwichinseln bunkerte die Deutschland Kohle an der Walfangstation Huisvik. Die Expedition verlor zwei weitere Teilnehmer: Kohl schied nach seiner Operation aus gesundheitlichen Gründen aus, und der dritte Offizier Walter Slossarczyk (1887–1911) beging am 26. November Selbstmord. Nachdem am 3. Dezember die mandschurischen Ponys eingetroffen waren, konnte die Deutschland ihren Weg fortsetzen. Am 11. Dezember 1911 brach sie ins Weddellmeer auf.
Am 30. Januar 1912 entdeckte die Besatzung der Deutschland eine zuvor unbekannte Region im Süden von Coatsland, die Filchner – nach dem Schirmherrn der Forschungsreise – Prinzregent-Luitpold-Land taufte. Dann erreichte die Bark den südlichsten Punkt ihrer Fahrt. Am 31. Januar 1912 sichteten die Forscher auf 78° S die südliche Begrenzung des Weddellmeeres, eine Eisbarriere, die Filchner zunächst nach Kaiser Wilhelm II. benannte, welcher den Namen später in Filchner-Schelfeis (heute: Filchner-Ronne-Schelfeis) änderte. Am 9. Februar wurde dort, in der Vahselbucht, mit dem Bau eines Stationsgebäudes für die Überwinterung begonnen. Als Standort wurde ein 12 Meter hoher und etwa einen Quadratkilometer großer Tafeleisberg gewählt, der an der Barriere des Schelfeises festgefroren war. Kurz vor der Fertigstellung der Station löste sich der Eisberg am 18. Februar vom Schelfeis ab. Das Gebäude wurde schwer beschädigt und musste aufgegeben werden. Die Ausrüstung und die bereits angelandeten Hunde und Ponys konnten gerade noch geborgen und mit Hilfe der Beiboote auf das Schiff zurückgebracht werden. Weitere Versuche einer Landung, um doch noch die Voraussetzungen für eine Überwinterung auf dem Schelfeis zu schaffen, blieben erfolglos, und die Forscher mussten auf dem Schiff bleiben.
Die nachfolgende Überwinterung überstand die Deutschland unbeschadet im Packeis des Weddellmeeres, von dem sie, nach Westen und Norden driftend, vom 6. März 1912 bis zum 26. November 1912 eingeschlossen blieb, so dass an eine Realisierung der eigentlichen Ziele der Forschungsreise nicht mehr zu denken war. Immerhin konnten in der Nähe des Schiffes auf dem Eis Observatorien aufgebaut werden, Freiballon-, Fesselballon- und Drachen-Aufstiege waren möglich, und auch Tiefseelotungen konnten routinemäßig durchgeführt werden. Zudem wurde die Nichtexistenz der Phantominsel New South Greenland bewiesen.
Im Dezember 1912 kehrte das Schiff nach Südgeorgien zurück, wo Filchner die Expedition für beendet erklärte. Diese Auflösung der Expedition in Grytviken fand, wie es hieß, „unter meutereiähnlichen Begleiterscheinungen“ statt. Während der neunmonatigen Driftfahrt war es zwischen den Expeditionsteilnehmern zu derart massiven Spannungen gekommen, dass eine ursprünglich geplante Fortsetzung der Expedition illusorisch geworden war. Trotz dieses Eklats, und obwohl das eigentliche Expeditionsziel nicht erreicht werden konnte, gilt die Zweite Deutsche Antarktisexpedition keineswegs als Fiasko, sondern als Erfolg. Immerhin hatten Filchner und sein Team ungeheure Mengen wissenschaftlicher Daten gesammelt und mit der Entdeckung des Filchner-Ronne-Schelfeises und des Prinzregent-Luitpold-Landes wichtige neue Erkenntnisse zur Topografie der Antarktis gewonnen.

## Teilnehmende Wissenschaftler

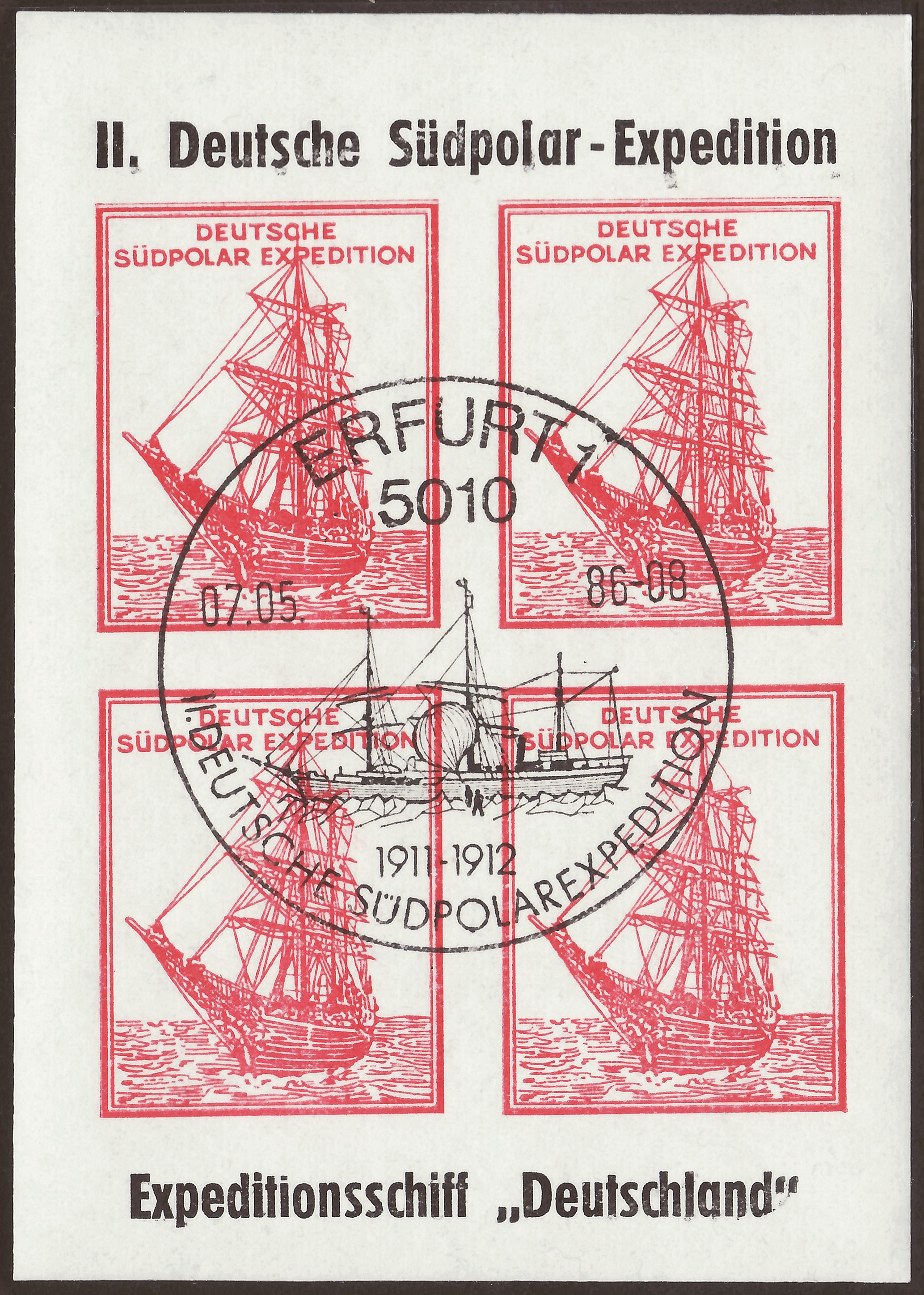
Briefmarken Souvenir-Vignette zum 75. Jahrestag der Expedition (1986)

- Wilhelm Filchner (1877–1957), Fahrt- und Expeditionsleiter, Geodät, Asienforscher
- Erich Barkow (1882–1923), Meteorologe
- Wilhelm Brennecke (1875–1924), Ozeanograph
- Fritz Heim (1887–1980), Geologe
- Alfred Kling, Nautiker, übernahm nach der Auflösung der Expedition im Dezember 1912 in Grytviken die Deutschland als Kapitän.[16]
- Felix König (1880–1945), Alpinist
- Ludwig Kohl (1884–1969), Expeditionsarzt, musste 1911 auf Grytviken zurückgelassen werden. Wilhelm von Goeldel übernahm seine Funktion.
- Hans Lohmann (1863–1934), Meeresbiologe und Zoologe, nur bis Buenos Aires an Bord.
- Erich Przybyllok (1880–1954), Geomagnetiker und Astronom
- Heinrich Seelheim (1884–1964), Geograph; Fahrtleiter auf dem ersten Fahrtabschnitt bis Pernambuco
- Willi Ule (1861–1940), Geograph und Limnologe, nur bis Pernambuco an Bord.